# Hart Island
Hart Island is een klein eiland gelegen in het noordoosten van de borough The Bronx van New York. De oppervlakte van het eiland bedraagt ongeveer 53 hectare. Het is circa 1,6 km lang en 0,54 km breed en ligt in de westelijke punt van de Long Island Sound. Het eiland behoort tot de Pelham Islands groep, ten oosten van City Island.
Het eiland kende vele gebruiken. In 1864 was het oefenterrein voor de United States Colored Troops, daarna werd het een gevangeniskamp op het einde van de Amerikaanse Burgeroorlog, de locatie van een psychiatrisch ziekenhuis, een sanatorium voor tuberculosepatiënten, een opvang voor daklozen, een heropvoedingskamp voor jongens, een afkickcentrum voor drugsverslaven, een gevangenis, een site voor de lancering van Nike-Hercules raketten tijdens de Koude Oorlog en ook een "potter's field", een begraafplaats met massagraven voor ongekende, dakloze of arme personen.
Het potter's field wordt beheerd door het New York City Department of Correction. Gevangenen van Rikers Island graven de massagraven, plaatsen de kisten van de overledenen en bedekken nadien de massagraven weer met een deklaag.  Meer dan een miljoen personen werden begraven op Hart Island hoewel in de eerste decennia van de 21e eeuw het aantal wel is teruggelopen tot maximaal 1.500 overledenen per jaar. Tot de bekendste overledenen behoort kindacteur Bobby Driscoll. In april 2020 werd bekend dat als gevolg van de coronapandemie er gemiddeld 24 doden per dag i.p.v. het gemiddelde van 24 doden per week werden begraven.
Toegang tot het eiland is strikt gelimiteerd en dient vooraf aangevraagd te worden. Familieleden van overledenen kunnen met een veerboot naar het eiland gebracht worden. Hiervoor werden in 2017 50 tot 70 bezoekers per maand geaccepteerd. 